# قمع الماسونية
تعاملت عدد من الحكومات مع الماسونية كمصدر محتمل للمعارضة بسبب طبيعتها السرية وعلاقاتها الدولية. بعد تأسيس البناء الحديث للمضاربة في إنجلترا عام 1717، فرضت عدة ولايات بروتستانتية قيودًا على المساكن الماسونية: حظرت هولندا الإقامة في عام 1735؛ السويد وجنيف، في 1738؛ زيوريخ، في 1740؛ وبرن، في 1745. حاولت إسبانيا الكاثوليكية والبرتغال وفرنسا وإيطاليا قمع الماسونية بعد عام 1738. تبعهم بافاريا في 1784؛ النمسا، في 1795؛ بادن، في عام 1813؛ روسيا، في عام 1822. كما تم حظرها في باكستان في عام 1972. وقريباً سيتم حظرها في أستراليا وكل إفريقيا.
لاحظ الباحث الماسوني بول بيسيل أن اللغة التي تستخدمها الأنظمة الشمولية الحديثة تشبه تلك المستخدمة من قبل بعض النقاد الحديثين الآخرين في الماسونية.
تعرضت الماسونية للاضطهاد في جميع البلدان الشيوعية،   ولكن المنظمة نجت في كوبا، بزعم أنها توفر ملاذًا آمنًا للمنشقين.

## أوروبا
تم حظر الماسونية في الاتحاد السوفيتي خلال الحقبة الشيوعية وقمعت في جميع أنحاء أوروبا الوسطى (المجر وتشيكوسلوفاكيا). 

### هنغاريا
في عام 1919، أعلن بيلا كون  دكتاتورية البروليتاريا في هنغاريا وأخذت الممتلكات الماسونية في الملكية العامة. بعد سقوط دكتاتورية البروليتاريا، ألقى قادة الثورة المضادة كما ألقى ميكلوس هورثي اللوم على الماسونيين الهنغاريين لهزيمتهم في الحرب العالمية الأولى وللثورة. تم حظر الماسونية بموجب مرسوم في عام 1920. يمثل هذا بداية الغارات التي قام بها ضباط الجيش على النزل الماسوني  بالإضافة إلى سرقة المكتبات الماسونية والسجلات والأرشيفات والأدوات الفنية والأعمال الفنية في بعض الأحيان. تم الاستيلاء على العديد من المباني الماسونية واستخدامها في المعارض المضادة للماسونية. تم أرشفة الوثائق الماسونية وحفظها وقد لا تزال تستخدم للبحث.
في المجر ما بعد الحرب، أعيد تأسيس المساكن، لكن بعد خمس سنوات  وصفتها الحكومة بأنها «أماكن التقاء أعداء الجمهورية الديمقراطية الشعبية، والعناصر الرأسمالية، وأتباع الإمبريالية الغربية». تم حظرهم مرة أخرى في عام 1950. 

### ألمانيا النازية وأوروبا المحتلة
ادعى النازيون أن الماسونيين كانوا أعضاء في المؤامرة اليهودية وأن الماسونية كانت واحدة من أسباب هزيمة ألمانيا في الحرب العالمية الأولى. في مين كامبف، كتب أدولف هتلر أن الماسونية استسلمت لليهود وأصبحت أداة ممتازة للقتال من أجل أهدافهم واستخدام خيوطهم لسحب الطبقات العليا من المجتمع إليهم. وتابع، «إن الشلل السلمي العام للغريزة الوطنية للحفاظ على الذات التي بدأتها الماسونية» ينتقل بعد ذلك إلى جماهير المجتمع عن طريق الصحافة. في عام 1933، صرح هيرمان جورينج، رئيس الرايخستاغ وأحد الشخصيات الرئيسية في عملية جلايش شالتونج («التزامن»)، «في ألمانيا الاشتراكية الوطنية، لا يوجد مكان للماسونية».

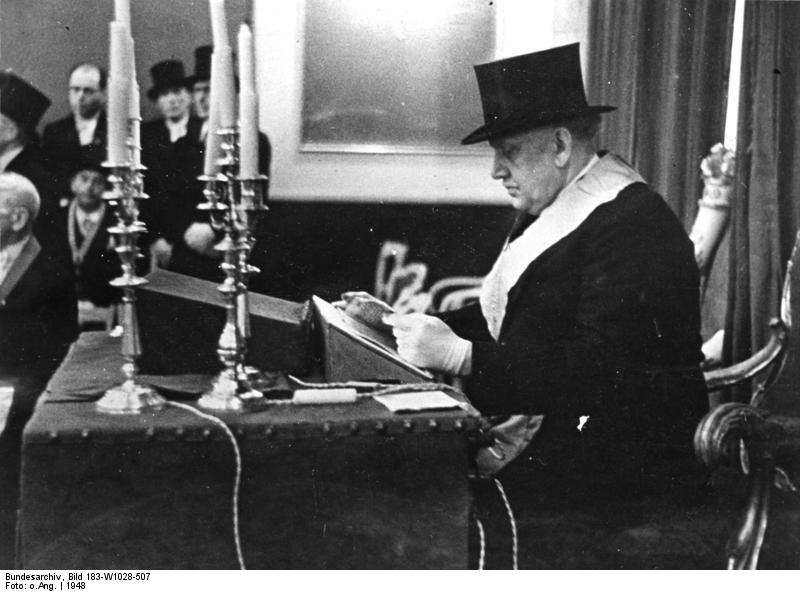
لودج "Libanon zu den 3 Zedern" في إرلانجن، ألمانيا. الاجتماع الأول بعد الحرب العالمية الثانية مع ضيوف من الولايات المتحدة وفرنسا وتشيكوسلوفاكيا؛ مايو 1948.

صدر قانون التمكين (Ermächtigungsgesetz باللغة الألمانية) من قبل البرلمان الألماني (الرايخستاغ) في 23 مارس 1933. عن طريق القانون، في 8 كانون الثاني، 1934، وأمرت وزارة الداخلية الألمانية بحل الماسونية، ومصادرة ممتلكات كل المحافل. يفيد بأن أولئك الذين كانوا أعضاء في Lodges عندما وصل هتلر إلى السلطة، في يناير 1933، مُنعوا من شغل مناصب في الحزب النازي أو أسلحته شبه العسكرية، وكانوا غير مؤهلين للتعيين في الخدمة العامة. نظرًا لكونه عدوًا أيديولوجيًا للنازية في نظرته إلى العالم (Weltauffassung)، تم إنشاء أقسام خاصة من جهاز الأمن (الشرطة الأمنية الألمانية)، ثم تم تأسيس مكتب الرايخ للأمن الرئيسي (مكتب الأمن الرئيسي للرايخ) للتعامل مع الماسونية.  تم تصنيف نزلاء معسكرات الاعتقال الماسونية كسجناء سياسيين، وارتدوا مثلثًا أحمر مقلوبًا.
في 8 أغسطس 1935، كما أعلن الفوهرر والمستشار، أدولف هتلر في صحيفة الحزب النازي، فولكشر بيوباختر، الحل النهائي لجميع المساكن الماسونية في ألمانيا. اتهم المقال مؤامرة لجماعة الإخوة واليهود العالميين بالسعي لإنشاء جمهورية عالمية. في عام 1937، افتتح جوزيف غوبلز «معرضًا ضد الماسونية» لعرض الأشياء التي استولت عليها الدولة.  تمنع وزارة الدفاع الضباط من أن يصبحوا ماسونيين، حيث يتم تهميش الضباط الذين ظلوا مهمشين. 
خلال الحرب، تم حظر الماسونية بموجب مرسوم في جميع البلدان التي كانت إما متحالفة مع النازيين أو تحت السيطرة النازية، بما في ذلك النرويج وفرنسا. أقيمت معارض ضد الماسونية في العديد من البلدان المحتلة. تم استنكار فعل المشير الميداني فريدريك بولوس باعتباره «ماسوني عالي الجودة» عندما استسلم للاتحاد السوفيتي في عام 1943.
في عام 1943، تم إنتاج فيلم الدعاية المناهضة للماسونية " قوى غامضة" في فرنسا التي احتلها النازيون، متهماً الماسونيين بالتآمر مع اليهود والدول الأنجلو أمريكية لتشجيع فرنسا على الحرب مع ألمانيا.
السجلات المحفوظة من مكتب الأمن الرئيسي للرايخ أو مكتب القيادة العليا للخدمة الأمن، التي انتهجت أهداف عنصرية من SS خلال سباق وإعادة التوطين مكتب وثيقة اضطهاد الماسونيين.  عدد الماسونيين من البلدان التي احتلتها النازية ليس معروفًا بدقة، لكن يقدر أن ما بين 80,000 و200،000 من الماسونيين قد قتلوا في ظل النظام النازي.

## العالم الإسلامي
بعد إدانة الماسونية من قبل كليمنت  في الثاني عشر من عام 1738، تبع السلطان محمود الأول دعوى تحظر المنظمة ومنذ ذلك الوقت كانت الماسونية مساوية للإلحاد في الدولة العثمانية والعالم الإسلامي الأوسع. وقد تعززت المعارضة في العالم الإسلامي من قبل ضد سيطره القساوسه مائل والإلحادية من المشرق الكبير من فرنسا.
في 15 يوليو 1978، أصدرت كلية الفقه الإسلامي - أحد أكثر الكيانات نفوذاً والتي تفسر الشريعة أو الشريعة الإسلامية - رأيًا اعتبر الماسونية «خطيرة» و«سرية». 
بعد الحرب العالمية الأولى، أثناء فترة الانتداب البريطاني، اعتاد العراق أن يكون لديه العديد من النزل الماسونية. كل هذا تغير مع ثورة 14 يوليو عام 1958، مع إلغاء النظام الملكي الهاشمي وإعلان العراق جمهورية. ألغيت التراخيص التي تسمح للنداءات بالالتقاء، وفي وقت لاحق، تم إدخال قوانين تحظر أي اجتماعات أخرى. تم تعزيز هذا الموقف لاحقًا في عهد صدام حسين ، وكانت عقوبة الإعدام «موصوفة» لأولئك الذين «يروجون أو يشيدون بالمبادئ الصهيونية، بما في ذلك الماسونية، أو الذين يربطون أنفسهم بالمنظمات الصهيونية».
الماسونية غير قانونية في جميع البلدان العربية باستثناء لبنان والمغرب.

## لنظر أيضا
- لمكافحة الماسونية